# Mado
Pour les articles homonymes, voir Mado (homonymie).
Pour plus de détails, voir Fiche technique et Distribution.
Mado est un film franco-italien réalisé par Claude Sautet et sorti en 1976.

## Synopsis
Simon Léotard, riche promoteur immobilier, vit avec son vieux père et n'a jamais voulu épouser Hélène, qu'il revoit de temps en temps. Il fréquente Mado, une prostituée. Simon lui demande si elle connaît un comptable parmi ses amis : entre en scène Pierre (Jacques Dutronc). Le suicide de son associé, Julien, et la découverte de ses malversations éclatent comme un coup de tonnerre : Simon ne se résout pas à enterrer son ami ruiné sans réagir, même si son associé avait contracté d'énormes dettes auprès d'un affairiste véreux, Lépidon. Celui-ci propose un arrangement à Simon qui refuse.
Par l'intermédiaire de Mado, Simon obtient des documents compromettants auprès d'un certain Manecca, un autre escroc, ancien associé de Lepidon, à qui Mado est très attachée. Grâce à ces documents attestant d'une escroquerie, Simon confond un de ses prête-noms, Barachet, ancien fonctionnaire corrompu. Celui-ci, contraint par Simon, signe la vente d'un terrain constructible à un prix dérisoire (son prix "agricole"), ce qui permet à Simon d'honorer les engagements de son ami défunt. Manecca  est alors éliminé par les hommes de Lépidon.

## Fiche technique
- Titre original : Mado
- Réalisation : Claude Sautet,
- Scénario : Claude Sautet, Gilberte Chatton et Claude Néron, d'après une nouvelle de Gilberte Chatton
- Assistant réalisateur : Jean-Claude Sussfeld, Jacques Santi et Olivier Péray
- Décors : Pierre Guffroy
- Photographie : Jean Boffety
- Effets spéciaux : Michel Naudin
- Son : Jean-Pierre Ruh
- Montage : Jacqueline Thiédot
- Musique : Philippe Sarde
- Production : André Génovès
- Société de production : Les Films de La Boétie (France), Italgema (Italie)
- Société de distribution : Les Films de La Boétie
- Format : couleur (Eastmancolor) - 35 mm - son mono
- Genre : comédie dramatique
- Durée : 135 minutes / 121 minutes (nouveau montage) / 117 minutes (TV)
- Lieux de tournage : Cernay-la-Ville, Le Meux, Persan, Grisy-les-Plâtres, Haravilliers, Saint-Ouen-l'Aumône
- Date de sortie :
  - France : 27 octobre 1976

## Distribution
- Michel Piccoli : Simon Léotard
- Ottavia Piccolo : Mado
- Jacques Dutronc : Pierre
- Charles Denner : Reynald Manecca
- Romy Schneider : Hélène
- Julien Guiomar : Lépidon
- Claude Dauphin : Vaudable
- Michel Aumont : Aimé Barachet
- Jean Bouise : André
- André Falcon : Mathelin
- Bernard Fresson : Julien
- Benoît Allemane : Antoine
- Jacques Richard : Girbal
- Jean-Denis Robert : Alex
- Nathalie Baye : Catherine
- Jean-Paul Moulinot : le père de Simon
- Daniel Russo : Roger
- Dominique Zardi : Crovetto
- Denise Filiatrault : Lucienne
- Marie Mansart : Jacqueline
- Michel Bardinet : Félix
- Sabine Glaser : la sœur du marié
- Nicolas Vogel : Maxime
- Marc Chapiteau : Francis
- Marcel Portier
- André Cassan
- Henri Coutet
- Nina Gorski
- Carole Lange
- Hilaire Lovato
- Lucienne Legrand
- Pierre Londiche

## Production

### Tournage
Le film a été tourné entre le 6 mars et le 22 juin 1976.

### Bande originale

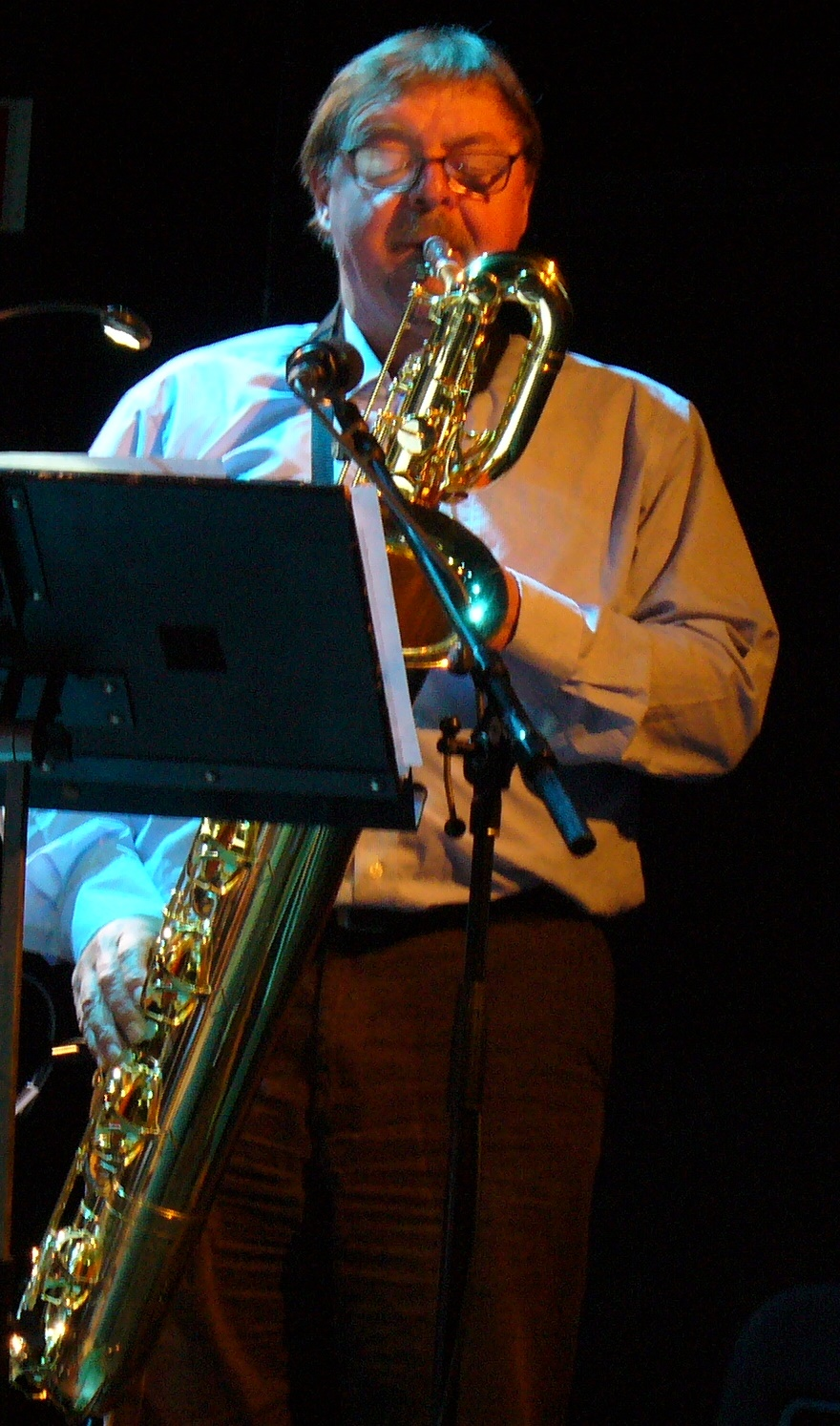
Le saxophoniste baryton John Surman est le principal soliste de la bande originale.

La bande originale de Mado a été composée par Philippe Sarde, qui signait sa 5e collaboration avec Claude Sautet. La musique écrite pour ce film est très courte, le réalisateur a affirmé qu'elle durait une « quinzaine de minutes, pas plus ». On l'entend surtout dans le générique de début et de fin ; mais elle illustre aussi la solitude du personnage de Simon, et se revêt de teintes plus cuivrées pour l'inquiétant thème de Lépidon.
Orchestrée par Hubert Rostaing et interprétée par le saxophoniste baryton John Surman (dont le timbre rugueux rappelle celui de la voix du réalisateur selon Stéphane Lerouge) avec la participation discrète du fidèle Marcel Azzola, Mado fait partie des partitions les plus sombres parmi toutes celles que Philippe Sarde a imaginées pour Claude Sautet.
En dehors de la face A, de la compilation 33 tours Claude Sautet et Philippe Sarde : Bandes sonores originales des films (publiée en 1977), Mado n'a jamais fait l'objet d'une édition intégrale en CD.
| Liste des morceaux | Liste des morceaux        | Liste des morceaux | Liste des morceaux | Liste des morceaux | Liste des morceaux | Liste des morceaux | Liste des morceaux | Liste des morceaux | Liste des morceaux |
| No                 | Titre                     | Durée              |                    |                    |                    |                    |                    |                    |                    |
| ------------------ | ------------------------- | ------------------ | ------------------ | ------------------ | ------------------ | ------------------ | ------------------ | ------------------ | ------------------ |
| 1.                 | Mado                      | 2:05               |                    |                    |                    |                    |                    |                    |                    |
| 2.                 | Lépidon Barrachet Manecca | 2:40               |                    |                    |                    |                    |                    |                    |                    |
| 3.                 | Simon                     | 1:16               |                    |                    |                    |                    |                    |                    |                    |
| 4.                 | Route de nuit             | 1:35               |                    |                    |                    |                    |                    |                    |                    |
| 5.                 | Solitude                  | 0:45               |                    |                    |                    |                    |                    |                    |                    |
| 8:21               |                           |                    |                    |                    |                    |                    |                    |                    |                    |

## Distinctions

### Récompense
- César 1977 : Meilleur son pour Jean-Pierre Ruh

### Nominations
- César 1977 : meilleur acteur dans un second rôle pour Jacques Dutronc et meilleur décor pour Pierre Guffroy

## Autour du film
- Pour le professeur d'université et réalisateur allemand Dominik Graf, Mado est le plus beau travail de Sautet[11].
- La promotion du film avait mis en avant les noms des deux têtes d'affiche : Piccolo et Piccoli.
- Lors de la sortie du film à l'étranger, le producteur André Génovès fait apparaître côte à côte les noms de Michel Piccoli et de Romy Schneider, qui n'est présente que neuf minutes dans le film. Furieux de cette irrégularité du producteur, que Claude Sautet considère alors comme une escroquerie à l'encontre du public, il décide de supprimer la scène finale de Romy Schneider dans le premier montage.